# Sere (langue)
Le sere est une langue oubanguienne mineure du nord-est de la République démocratique du Congo. 
La langue est aussi appelée serre, shaire, shere, sheri, sili, siri, chere ; ou avec un préfixe : basili, basiri.

## Source
- (en) Cet article est partiellement ou en totalité issu de l’article de Wikipédia en anglais intitulé « Sere language » (voir la liste des auteurs).